# Marcin Nowacki
Marcin Nowacki (ur. 12 marca 1981 w Brzegu) – polski piłkarz grający na pozycji pomocnika oraz trener. Znany głównie z występów w Ekstraklasie w Odrze Wodzisław Śląski, Dyskobolii Grodzisk Wielkopolski i Ruchu Chorzów.

## Kariera piłkarska
Początkowo zawodnik BTP Brzeg, następnie gracz Odry Wodzisław Śląski. W jej barwach 12 listopada 2000 roku zadebiutował w Ekstraklasie w przegranym 0:4 meczu Odry z Amicą Wronki. Pierwszego gola w tych rozgrywkach strzelił 20 kwietnia 2002 w spotkaniu z Ruchem Chorzów, przyczyniając się do zwycięstwa drużyny z Wodzisławia Śląskiego 3:1. Od rundy wiosennej sezonu 2002/2003 był podstawowym zawodnikiem Odry. Na początku kolejnych rozgrywek zadebiutował w europejskich pucharach – zagrał w dwóch pojedynkach Pucharu Intertoto z irlandzkim Shamrock Rovers; w pierwszym z nich zdobył honorową bramkę dla swojego zespołu. Bardzo dobra gra w Odrze przyczyniła się do sukcesu indywidualnego, w 2003 r. w Plebiscycie Piłki Nożnej został wybrany odkryciem roku.
W lutym 2004 roku przeszedł z Odry Wodzisław do Dyskobolii Grodzisk Wielkopolski. W nowym zespole nie wywalczył jednak miejsca w podstawowym składzie, przez co w rundzie wiosennej sezonu 2004/2005 występował w klubie partnerskim drużyny z Grodziska, Obrze Kościan. W 2005 roku wraz z Dyskobolią zdobył puchar Polski – w drugim finałowym meczu z Zagłębiem Lubin zagrał w podstawowym składzie. W sezonie 2005/2006 przebywał na wypożyczeniu w Koronie Kielce, w której regularnie występował jedynie jesienią. Następnie powrócił do Dyskobolii, zaś od 2007 roku ponownie był zawodnikiem Odry Wodzisław Śląski. W styczniu 2008 podpisał trzyletni kontrakt z Ruchem Chorzów. W latach 2010–2011 był podstawowym piłkarzem Wisły Płock, natomiast od lipca 2011 do 2014 występował w Miedzi Legnica. W 2013 na krótko został wypożyczony do Energetyka ROW Rybnik. W latach 2014–2016 występował w MKS Kluczbork, a następnie przeniósł się do III-ligowej Stali Brzeg.
Występował w reprezentacji Polski do lat 21, w której zadebiutował w 2003 roku. Uczestniczył m.in. w eliminacjach do mistrzostw Europy U-21 w 2004 – w kwalifikacjach do turnieju w Niemczech strzelił gola w spotkaniu ze Szwecją, zapewniając Polsce remis 1:1. Rozegrał jeden mecz w kadrze seniorskiej – 21 lutego 2004 roku wystąpił w towarzyskim pojedynku z reprezentacją Wysp Owczych (6:0), w którym na początku drugiej połowy zastąpił Damiana Gorawskiego.
Po zakończeniu kariery piłkarskiej trenował drużyny GKS Rychtal i Stali Brzeg.

## Osiągnięcia

### Dyskobolia Grodzisk Wlkp.
- Puchar Polski: 2005, 2007
- Puchar Ekstraklasy: 2007

### Indywidualne
- Odkrycie roku plebiscytu „Piłki Nożnej”: 2003[9]